# 斯塔尼希夫卡
50°57′23″N 29°45′13″E / 50.95639°N 29.75361°E
斯塔尼希夫卡（烏克蘭語：Станішівка）是位於烏克蘭北部的村莊，由基辅州维什霍罗德区的伊萬基夫市鎮負責管轄。該村面積1.6平方公里，海拔高度152米，2001年人口421，人口密度每平方公里263.1人。